# Doullens
Doullens je francouzská obec v departementu Somme v regionu Hauts-de-France. V roce 2020 zde žilo 5 870 obyvatel. Obec leží 22,6 km od Arrasu a 29,3 km od Amiensu. Je centrem kantonu Doullens.

## Historie
Území patřilo klášteru v Cluny, který zde roku 1104 založil jako svou filiaci opatství benediktinek Saint-Michel; jeho budovy byly zbořeny roku 1898 a nahrazeny nynější radnicí. První písemná zmínka o opatství pochází z roku 1134, kdy patřilo k hrabství Ponthieu. Samostatná obec byla ustavena roku 1202, roku 1225 byla připojena k francouzské koruně a získala městská práva. Roku 1475 dal francouzský král Ludvík XI. ve válce proti burgundskému vévodovi město vypálit. Jméno Doullens-le-Hardi město získalo roku 1523 díky své obraně proti anglicko-burgundské armádě. V roce 1595 Doullens obsadila španělská armáda a v následující bitvě zmasakrovala zdejší obyvatelstvo. 
V letech 1790-1795 obec ovládli revolucionáři, kteří zrušili klášter, pobořili budovy kostelů a kláštera a zřídili v citadele vězení. V 19. století se Doullens stalo průmyslovým městem, dochovalo se několik industriálních objektů, z nichž někdejší Lombartova čokoládovna nyní slouží jako muzeum. 
Za druhé světové války byla citadela internačním táborem, z něhož byli vězni transportováni do Buchenwaldu.

## Památky
- Kostel sv. Petra - cenná románská stavba s triforiem
- Kostel Panny Marie - raně gotická bazilika
- Musée Lombart - muzeum historie a umění; sídlí v budově Lombartovy čokoládovny
- Citadela - renesanční stavba založená roku 1537 na paprsčitém půdorysu, rozšířená roku 1599; jedna z nejstarších citadel ve Francii; od roku 1790 užívána jako vězení, vězněni zde např. Louis Auguste Blanqui nebo François-Vincent Raspail; část  v ruinách, po 2. světové válce zde bydlela spisovatelka Albertine Sarrazinová; nyní sportovní areál
- Stará radnice - nyní městská knihovna
- Nová radnice - novorenesanční budova z roku 1898, postavena na místě zbořeného opatství Saint-Michel
- Justiční palác
- Kaple paní z Louvencourtu

## Slavnost
Každoročně v červenci se ve městě koná karneval.

## Galerie

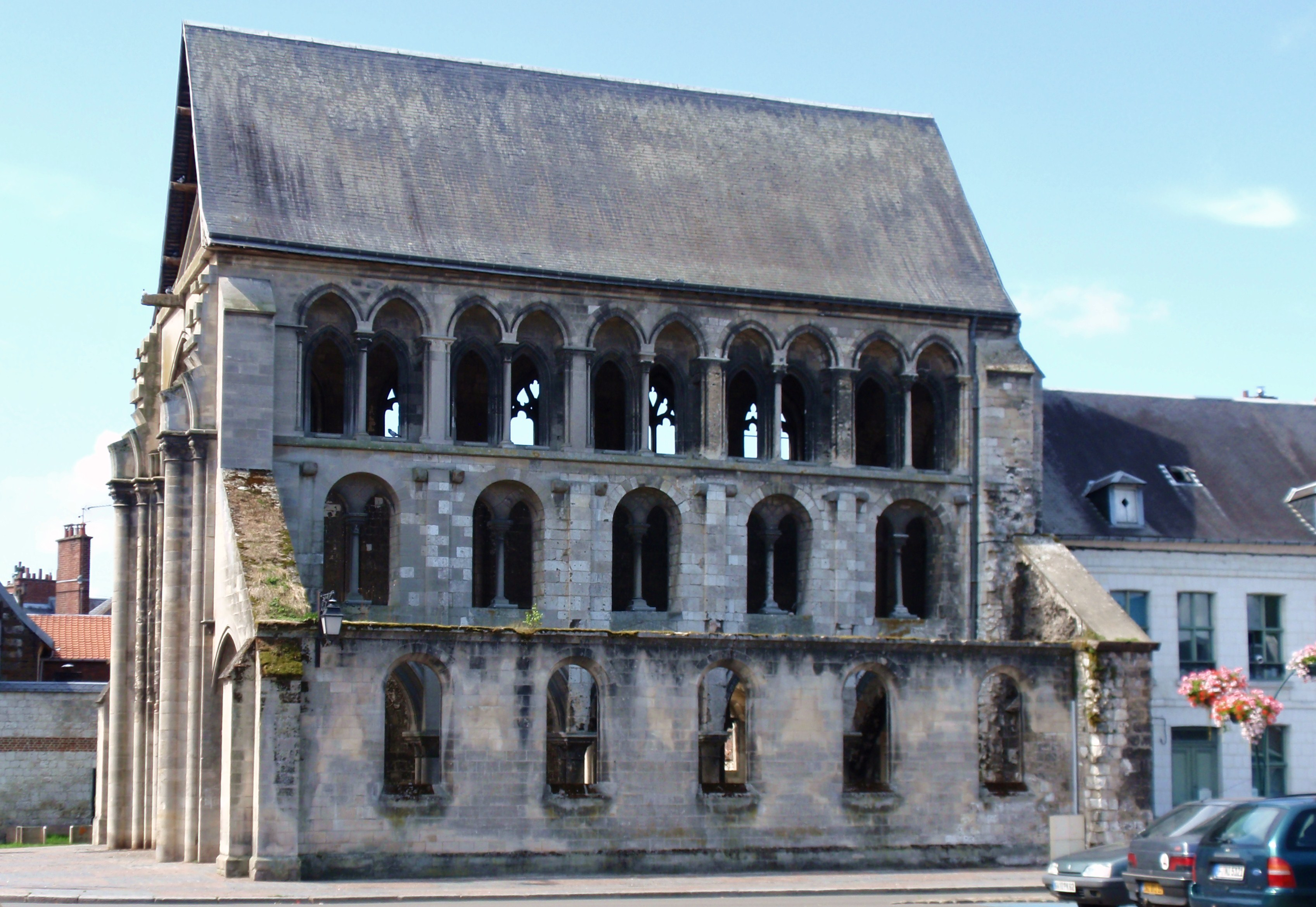
Triforium kostela sv. Petra
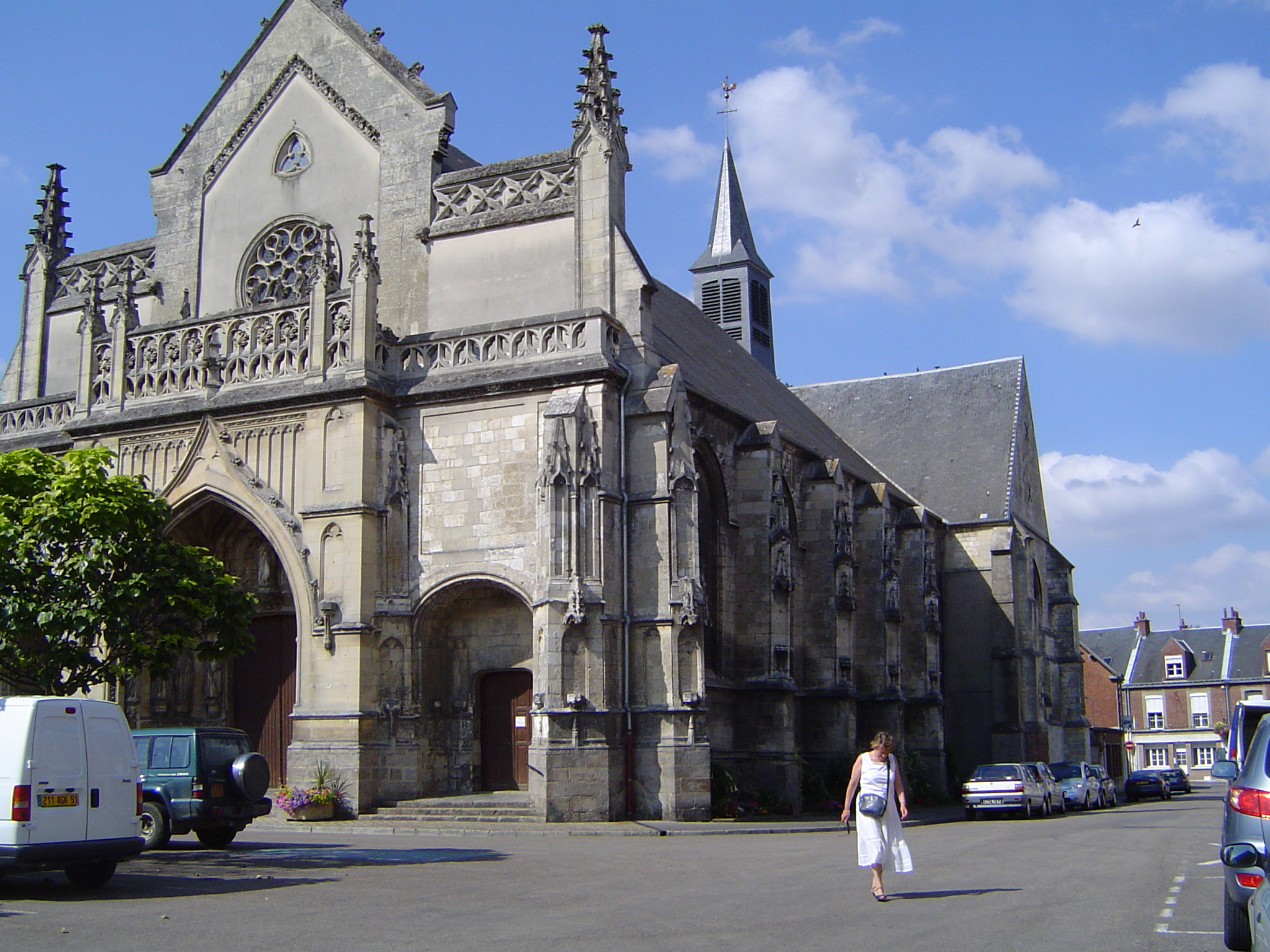
Kostel P. Marie
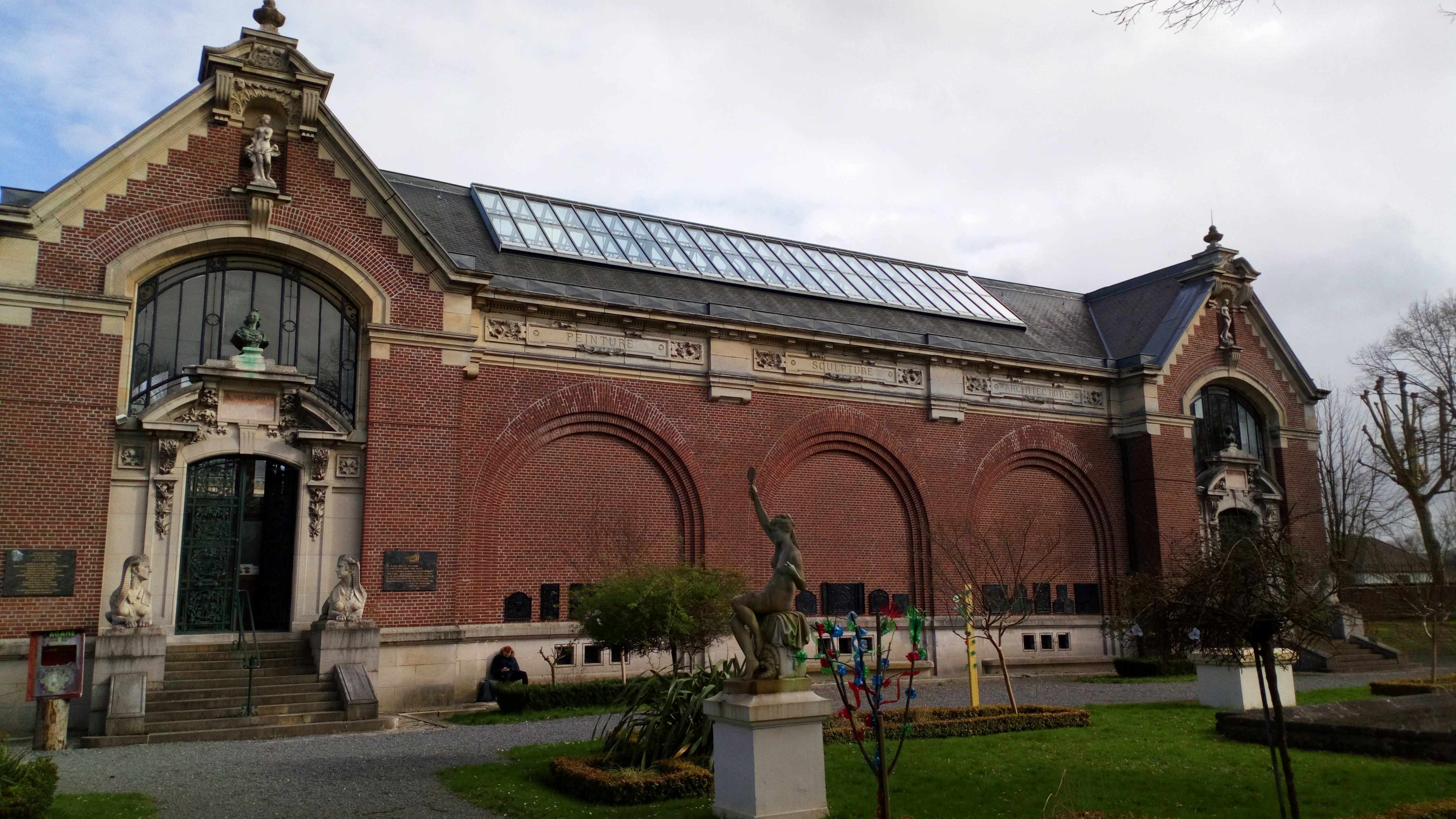
Musée Lombart
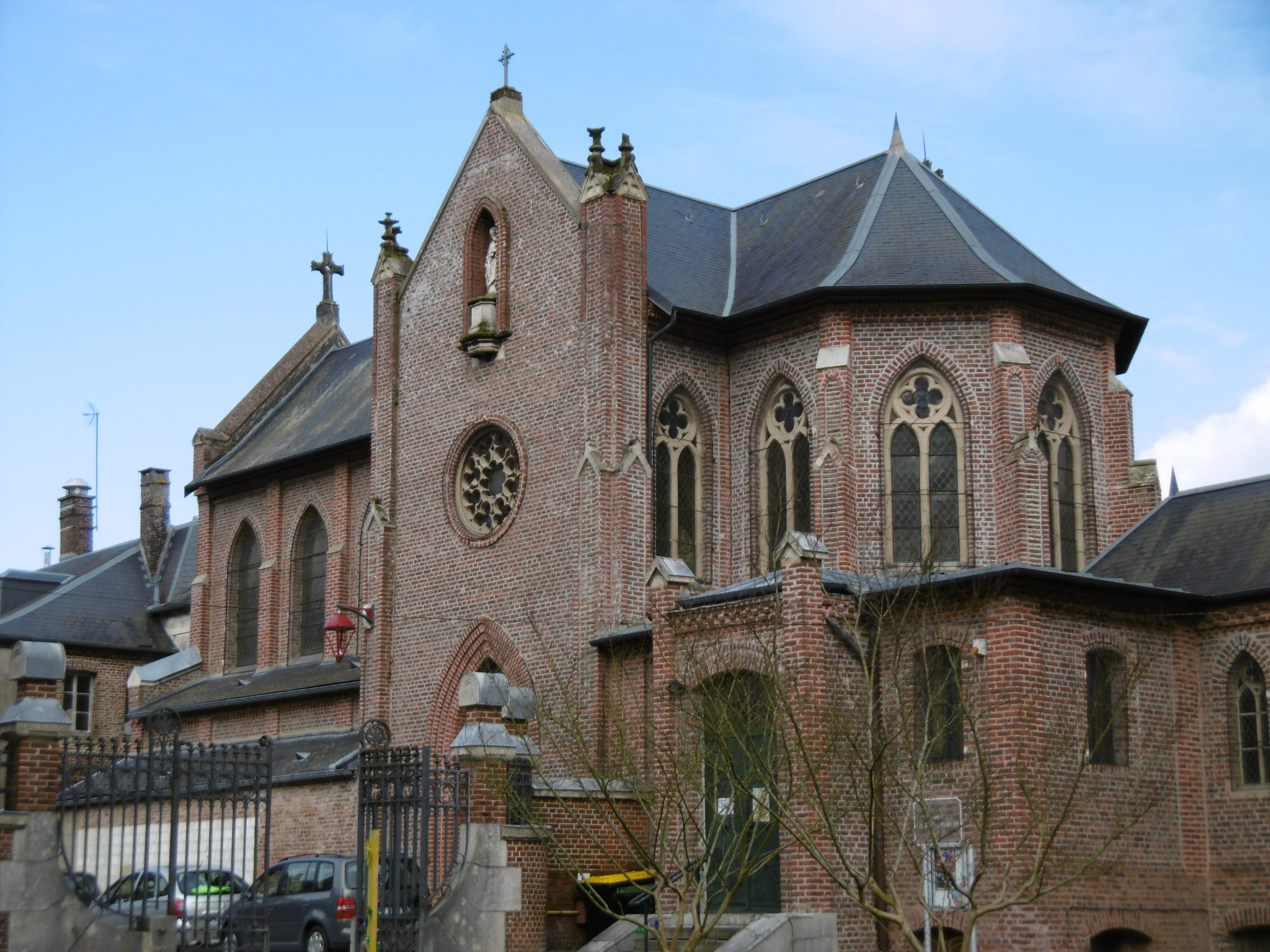
Kaple paní z Louvencourtu
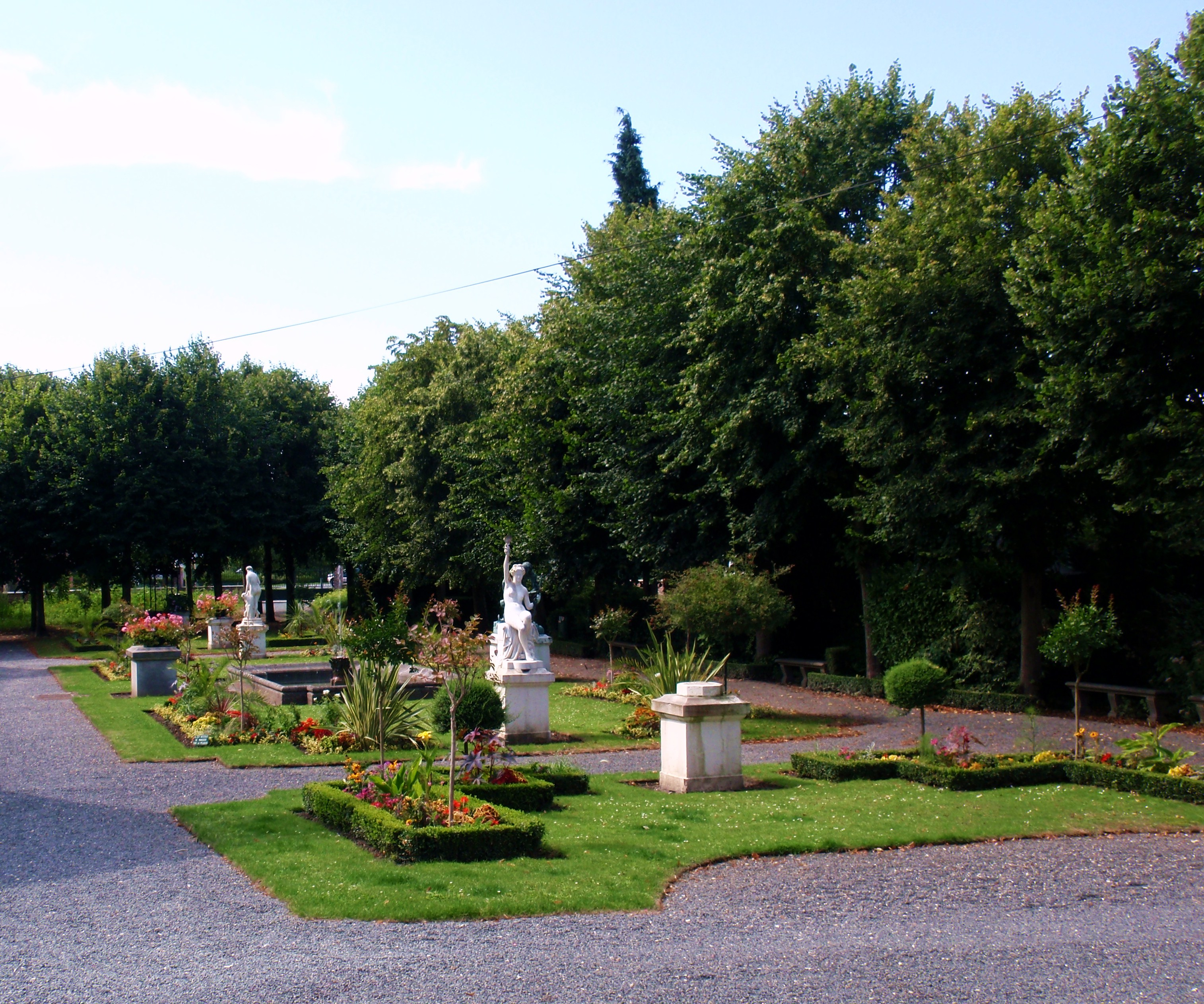
Zahrada muzea
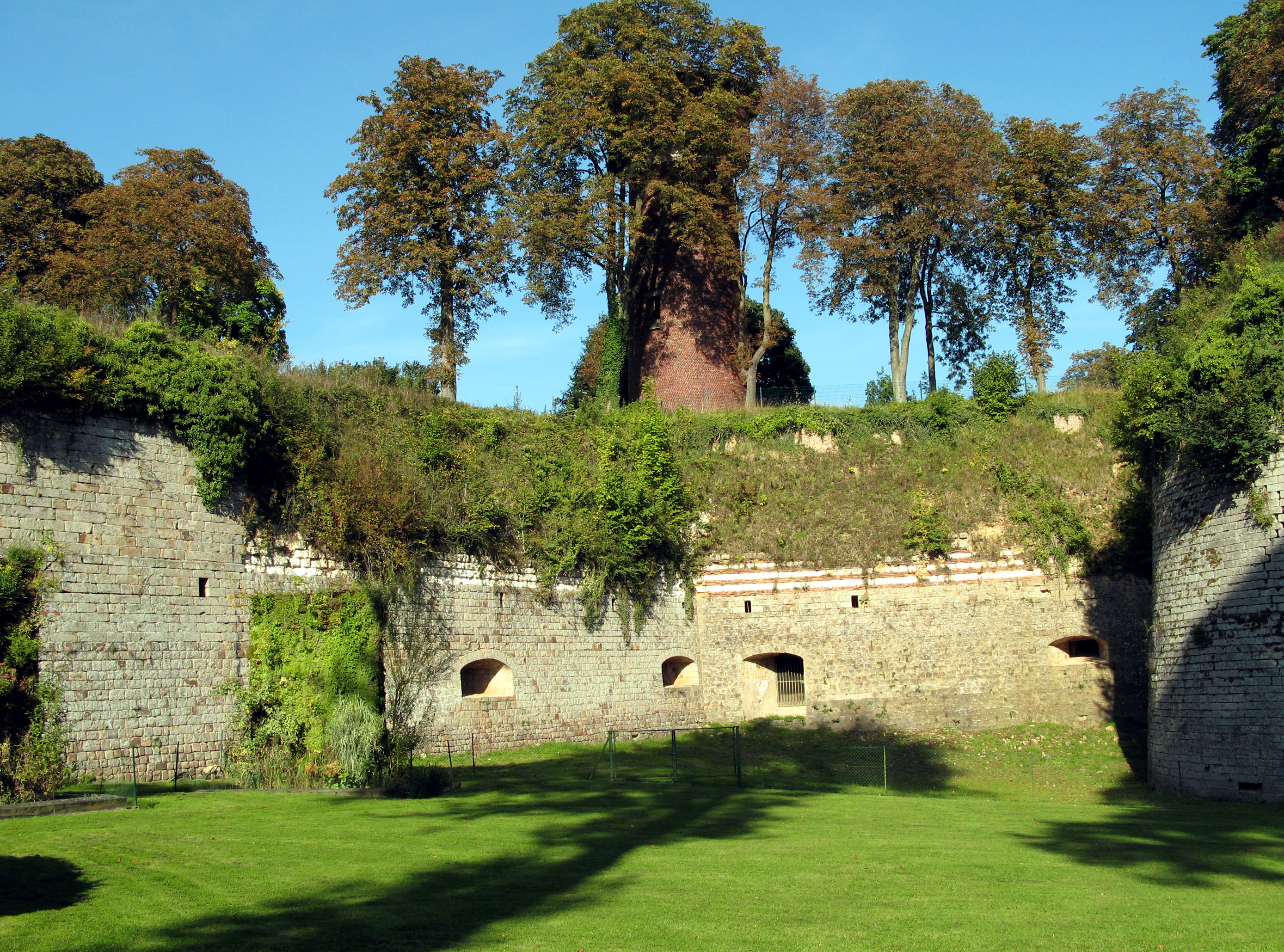
Citadela
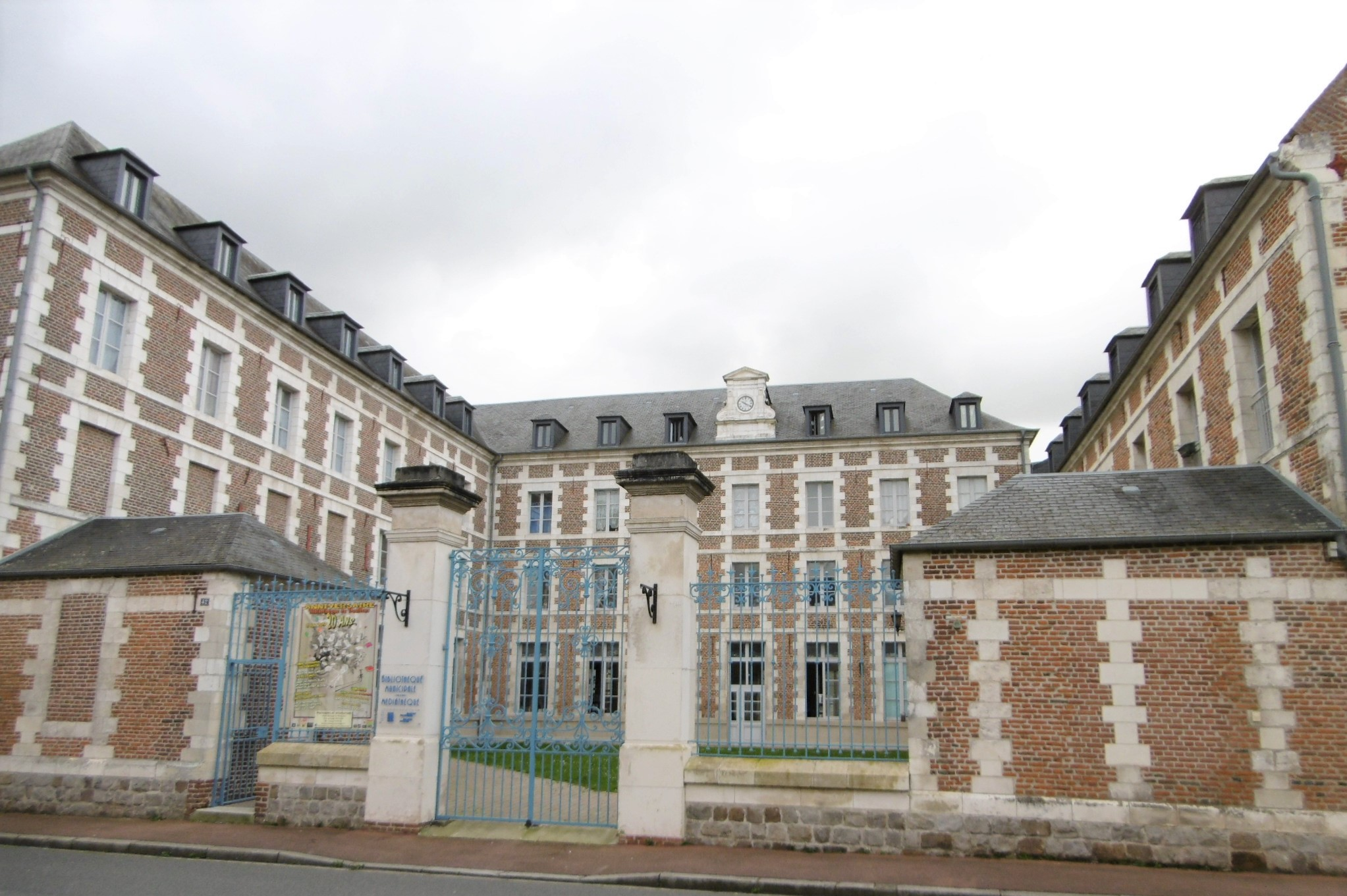
stará radnice (knihovna)
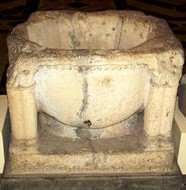
Románská křtitelnice